# Aygou
Der Aygou (französisch: Ruisseau d’Aygou) ist ein kleiner Fluss im Süden von Frankreich, der im Département Tarn der Region Okzitanien nordöstlich der Stadt Albi verläuft.

## Geografie

### Verlauf
Der Aygou entspringt unter dem Namen Ruisseau de la Barbastié im Gemeindegebiet von Valence-d’Albigeois, entwässert generell Richtung Südwest und mündet nach rund 16 Kilometern an der Gemeindegrenze von Saint-Cirgue und Sérénac als rechter Nebenfluss in den Tarn. 

### Orte am Fluss
(Reihenfolge in Fließrichtung)
- Bellefeuille, Gemeinde Valence-d’Albigeois
- Albespeyres, Gemeinde Saint-Cirgue
- La Salguié, Gemeinde Valence-d’Albigeois
- Saint-Julien-Gaulène
- Ayou, Gemeinde Saint-Cirgue
- Le Theron, Gemeinde Sérénac
- La Bouyssière, Gemeinde Saint-Cirque